# Cuspidaria gigantea
Cuspidaria gigantea är en musselart som beskrevs av Addison Emery Verrill 1884. Cuspidaria gigantea ingår i släktet Cuspidaria och familjen Cuspidariidae. Inga underarter finns listade i Catalogue of Life.